# Caxambu
Pour les articles homonymes, voir Caxambu (homonymie).
Caxambu est une ville brésilienne du Sud et Sud-Ouest de l'État du Minas Gerais, faisant partie de la microrégion de São Lourenço et située à 261 km au sud-ouest de Belo Horizonte, capitale de l'État. Elle se situe à une latitude de 21° 58′ 38″ sud et à une longitude de 44° 55′ 57″ ouest, à 904 m d'altitude. Sa population était estimée à 21 719 en 2010, pour une superficie de 100 km2.
L'essentiel de son activité se fait autour du tourisme thermal, dont les sources furent découvertes en 1814. Leur action de soin est diurétique et détoxiquante.

## Villes voisines
- Baependi
- Pouso Alto
- Soledade de Minas
- Conceição do Rio Verde